# Петруниас, Элефтериос
Элефтериос Петруниас (греч. Λευτέρης Πετρούνιας, род. 30 ноября 1990 года, Афины, Греция) — греческий гимнаст, олимпийский чемпион 2016 года в упражнениях на кольцах, трёхкратный чемпион мира, 6-кратный чемпион Европы и чемпион I Европейских игр 2015. Специализируется в упражнениях на кольцах.

## Биография
В 2011 году Элефтериос добился первых успехов на международных соревнованиях. На чемпионате Европы в Берлине грек занял третье место в упражнении на кольцах. Но на Олимпийские игры в Лондоне пробиться не смог.
Спустя несколько лет греческий гимнаст добился серьёзных результатов на международном уровне. 2015 год сложился для Петруниаса очень успешно: после побед на чемпионате Европы и Европейских играх грек выиграл золотую медаль на чемпионате мира впервые с 2010 года, когда на вольных упражнениях чемпионом мира стал его соотечественник Элефтериос Космидис, и получил право выступить на Олимпийских играх.
21 апреля 2016 года Элефтериос Петруниас удостоился права быть первым факелоносцем в эстафете огня летних Олимпийских игр в Рио-де-Жанейро. Через месяц греческий гимнаст стал чемпионом Европы во второй раз в своей карьере.

## Личная жизнь
13 июля 2019 года женился на греческой гимнастке Василики Милоуси. У супругов две дочери — София (род. ноябрь 2019) и Элени (род. 3 декабря 2020)